# Saivolompolo (Gällivare socken, Lappland, 744565-170443)
Saivolompolo är en sjö i Gällivare kommun i Lappland och ingår i Råneälvens huvudavrinningsområde.